# Lajos Haynald
Lajos Haynald, född 3 oktober 1816 i Szécsény, död 4 juli 1891 i Kalocsa, var en ungersk kardinal och botaniker.
Haynald var biskop i Gyulafehérvár (Karlsburg) 1852-61, blev ärkebiskop av Kalocsa 1867 och kardinal 1879. Han var en av det moderna Ungerns förnämsta andliga och parlamentariska talare. Han skrev ett arbete över Bibelns växter, skänkte sitt herbarium och botaniska bibliotek, som hörde till de rikaste och fullständigaste i Europa, till ungerska nationalmuseet och offrade miljoner floriner för allmännyttiga ändamål, bland annat på inrättandet av ett gymnasium och observatorium i Kalocsa.